# Kidscreen Awards
Kidscreen Awards — премия в области коммерческой анимации. Присуждается в категориях «Программы» и «Вещание». Церемония награждения проходит ежегодно весной в Майами, США. Учреждена детским журналом KidScreen в 1996 году.
Работы награждаются в четырёх категориях: программы, креативное творчество, выбор зрителей и вещание.
Категория «Программы» разделена на четыре подкатегории: программы для дошкольников, детей, подростков и всей семьи с распределением наград для каждой подкатегории. Жюри судят каждую подкатегорию отдельно в два раунда. В первом раунде каждая работа оценивается четырьмя исполнительными и генеральными продюсерами детских телеканалов. Каждый член жюри оценивает работы в специально отведённой студии, отмечая каждый компонент баллами от 1 до 10. В работах оцениваются анимация, озвучка, режиссура, сценарий, музыка, дизайн и актёрское исполнение. Полученные баллы складываются, и работа с наивысшим баллом попадает в короткий список номинантов, после чего попавшие в короткий список работы оценивает новая судейская группа. Они рассматривают каждую работу индивидуально по различным критериям, затем после совместной дискуссии по каждой работе выявляют победителей в каждой категории.